# Pero fawna
Pero fawna là một loài bướm đêm trong họ Geometridae.